# Gran Mestre (Orde de l'Hospital)
El Gran Mestre és la màxima dignitat de l'Orde de Sant Joan de Jerusalem, des del moment de la creació fins a l'actualitat. És un càrrec vitalici i en un primer moment s'elegia de manera indirecta, de la següent manera: el Capítol General, la congregació de tots els cavallers hospitalers, escollia tres membres, després aquests tres n'escollien un quart, els quatre un cinquè i així fins a completar el nombre de tretze electors. A partir del segle xv l'elecció ja es feia per sufragi directe de tot el Capítol.
El nom de Gran Mestre es va fixar el 1489 quan el papa Innocenci VIII va fusionar l'orde de l'Hospital amb l'orde del Sant Sepulcre. Anteriorment hi havia hagut la denominació de magnus magister, però no era usada sempre.
El Gran Mestre residia al Convent o seu central de l'orde, sigui a Acre,  Rodes o Malta. Juntament amb ell, el Convent era format per set membres, cadascun d'ell representava una de les llengües de l'orde: el Gran Comanador, el Mariscal, l'Hospitaler, el Tresorer, el Draper, l'Almirall i el Turcpolier; a mitjan segle xv s'hi va afegir el càrrec de Canceller. Diversos cavallers catalans arribaren a la màxima dignitat de l'orde, a l'edat mitjana per exemple hi arribaren Antoni de Fluvià i Pere Ramon Sacosta, també ho feren els mallorquins Rafael Cotoner i Nicolau Cotoner.